# Kidričevo
Kidričevo is een gemeente in Sloveens Stiermarken. Tot de Tweede Wereldoorlog heette Kidričevo Strnišče (Duits: Sterntal). Na de oorlog werd de plaats vernoemd naar de Joegoslavische en Sloveense politicus Boris Kidrič. In Slovenië is Kidričevo vooral bekend vanwege de daar gevestigde aluminiumfabriek Talum.

## Plaatsen in de gemeente
De gemeente omvat de volgende woonkernen:
Apače, Cirkovce, Dragonja vas, Kidričevo, Kungota pri Ptuju, Lovrenc na Dravskem polju, Mihovce, Njiverce, Pleterje, Pongrce, Spodnje Jablane, Spodnji Gaj pri Pragerskem, Starošince, Stražgonjca, Strnišče, Šikole, Zgornje Jablane, Župečja vas

## Hoofdplaats
De hoofdplaats van de gemeente, het huidige Kidričevo, ontstond tijdens de Eerste Wereldoorlog als een vluchtelingenkamp voor vluchtelingen uit het gebied van het Isonzo-front in Primorska. Tijdens de Tweede Wereldoorlog werd het in Sterntal hernoemde Kidričevo voor een deel gebruikt door de bezetter ten behoeve van de Hitlerjugend. Na de oorlog werd Sterntal een gevangenenkamp voor tegenstanders van het nieuwe regime. Zowel voormannen van de Duitstalige minderheid, politieke tegenstanders en krijgsgevangenen werden er ondergebracht. Het zou in de naoorlogse tijd tot excessen in de behandeling van deze gevangenen zijn gekomen.

## Overige kernen
In Cirkovce staat een kerk Maria-Tenhemelopneming, voor het eerst vermeld in 1404. Restauraties rond 1900 gaven het kerkgebouw een neorenaissancistisch aanzien. In Kungota pri Ptuju staat een laat-gotische kerk H. Kunigunde. In Lovrenc na Dravskem polju ligt de Sint-Laurentius-kerk uit 1662. In Mihovci staat de kerk H. Antonius van Padua. In de gemeente ligt het vervallende renaissance-kasteel Ravno Polje, gebouwd in de 17e eeuw. Er bevindt zich ook een begraafplaats van gevallenen uit de Eerste Wereldoorlog.
Benedikt · Cerkvenjak · Cirkulane · Destrnik · Dornava · Duplek · Gorišnica · Hajdina · Hoče-Slivnica · Juršinci · Kidričevo · Kungota · Lenart · Lovrenc na Pohorju · Majšperk · Makole · Maribor · Markovci · Miklavž na Dravskem polju · Oplotnica · Ormož · Pesnica · Podlehnik · Poljčane · Ptuj · Rače-Fram · Ruše · Selnica ob Dravi · Slovenska Bistrica · Središče ob Dravi · Starše · Sveta Ana · Sveta Trojica v Slovenskih goricah · Sveti Andraž v Slovenskih goricah · Sveti Jurij · Sveti Tomaž · Šentilj · Trnovska vas · Videm · Zavrč · Žetale